# Ucuqui
O ucuqui ou ocoquí (nome científico: Pouteria ucuqui Pires & R.E.Schult.) é uma árvore pertencente à família Sapotaceae encontrada na floresta Amazônica comum ao longo dos rios da região do Alto Rio Negro.

## Características morfológicas
O caule da planta possui uma cobertura de pelos quando jovem, podendo tornar-se glabro (sem pelos), glabrescente (perdendo os pelos) ou pubescente (com pelos). Não possui lenticelas nos ramos. As folhas apresentam disposição alternada em espiral, com veias eucamptódromas (veias principais convergentes na ponta da folha) e pecíolos cilíndricos. As inflorescências são agrupadas em fascículos e se encontram nas axilas das folhas ou nos ramos. As flores possuem cinco sépalas no cálice, corola com formato semelhante a um cálice, com cinco lobos de margens inteiras e ápices arredondados ou obtusos. Os filetes são sem pelos, os estiletes não possuem região constrita e o ovário apresenta dois lóculos. Os frutos são glabros, de superfície lisa e adquirem cor amarela quando maduros, contendo uma ou duas sementes que possuem superfície lisa e uma cicatriz ampla.

## Sinônimos
Tem como sinônimos homotípicos:
Gymnoluma ucuqui (Pires & R.E.Schult.) Baehni e Piresodendron ucuqui (Pires & R.E.Schult.) Aubrév. ex Le Thomas.